# 構成的規則と統制的規則
構成的規則（constitutive rules）と統制的規則（regulative rules）は、ジョン・サールが言語行為の規則を説明する際に提示した概念である。

## 構成的規則と統制的規則、その事例

### 構成的規則
構成的規則とは、その規則があって初めてある行為形態が成立するような規則のことである。例えば、チェスで「チェックメイトする」という行為は、チェスのルールがなければ成立しない。このとき、チェスのルールは構成的規則と呼ばれる。

### 統制的規則
統制的規則とは、その規則と独立にすでに成立している行為形態を後から統制するような規則のことである。例えば、高速道路を200km/hで走行することは、制限速度を定める道路交通法とは独立に成立する。そして、この行為は道路交通法によって禁止される。このとき、「高速道路は最高速度100km/h、最低速度50km/hで走行せよ」という道路交通法は統制的規則である。統制的規則に違反した行為の遂行は、オースティンの用語を用いれば、「「不適切な」行為の遂行」である。

## 微妙な事例
ライカン（2005）には、構成的規則と統制的規則どちらの違反であるのかがはっきりしない事例として次のようなものが挙げられている。
　　「謝罪します」という言葉を、あからさまに反省の色がなく、あざけり、せせら笑う調子で発話する。
この事例は、「謝罪は誠実にせよ」という規則を違反しているという意味では統制的規則の違反になる。一方、謝罪という行為を、「謝罪します」という発話に伴うべき一連の行為（申し訳なく思う、気まずそうな顔をする、頭を下げる、etc.）があってはじめて成立するものと捉える場合には、上記の事例は構成的規則の違反として捉えられる。